# Тауэр, Аня
Аня Хайди Тауэр (нем. Anja Heidi Thauer; 3 июля 1945, Любек — 18 октября 1973, Висбаден) — немецкая виолончелистка.

## Биография
Родилась в семье скрипачки Рут Тауэр, рано заметившей музыкальные способности дочери и, как считается, на всю жизнь поставившей её под сверхжёсткий контроль. Девочка росла и училась в Брауншвейге и Эрлангене, в двенадцатилетнем возрасте выступала вместе с матерью, исполняя дуэты для скрипки и виолончели, в 13 лет дебютировала с оркестром в Баден-Бадене. Затем некоторое время училась в Нюрнберге, прошла мастер-класс Людвига Хёльшера и наконец в 1960 году поступила в Парижскую консерваторию, которую окончила с отличием в 1963 году по классу Андре Наварра.
На протяжении 1960-х гг. активно концертировала в разных странах Европы, а также в Японии и Южной Корее, много выступала по радио, оставив ряд эфирных записей. Подписав контракт со звукозаписывающей компанией Deutsche Grammophon, выпустила несколько дисков, в том числе виолончельный концерт Антонина Дворжака с Чешским филармоническим оркестром под управлением Зденека Мацала — музыкальный критик Талли Поттер причисляет это исполнение к десятке лучших интерпретаций.
Покончила с собой после разрыва с возлюбленным — женатым мужчиной; он также покончил с собой спустя несколько дней.